# Radio 3
Radio 3 és una emissora de ràdio espanyola d'àmbit nacional pertanyent a la cadena pública Radio Nacional de España (RNE).
Els continguts de la cadena se centren fonamentalment en l'actualitat dels gèneres de pop i rock allunyats del mainstream i de les llistes d'èxits, com ara l'indie, el rock alternatiu, la música electrònica o el hip-hop. També compta amb programes temàtics d'altres músiques que no tenen cabuda en les ràdios comercials, com la música folk espanyola, el flamenc, les músiques del món, el jazz, el country, el blues, la música brasilera, el Heavy metal, o la new age.
A més de la música, Radio 3 també emet serials de radioteatre i recull les novetats de diferents expressions culturals: literatura, cinema, teatre i arts plàstiques, sempre destacant i donant suport a les propostes més innovadores i inquietes de cada disciplina.

## Història
L'emissora va néixer el 1953 sota els auspicis de RNE. Inicialment va tenir una cobertura exclusiva per a Madrid a través de l'ona mitjana. A final dels anys seixanta, gràcies a una programació educativa i cultural, la cobertura es va estendre a tot Espanya a través de la FM amb el nom d'El tercer programa.
Radio 3 va néixer l'1 de juliol de 1979 com una secció nocturna d'El tercer programa. Tenia una durada de cinc hores setmanals, a partir de les 22.00. En aquesta primera etapa, dirigida per Alfonso Gallego, ja hi havia moltes de les senyes d'identitat que es mantindrien vigents durant la història de l'emissora.

### Dècada 1980
El 1981 es va crear una emissora pròpia d'àmbit nacional ampliant els continguts del període anterior. Durant els seus primers mesos de vida, la nova emissora va estar dirigida pel periodista i escriptor Fernando G. Prim, que va crear la primera programació de Radio 3, l'esperit del qual ha estat el model seguit des de llavors, encara que reformat amb els anys.
Aquesta programació consistia en una agenda cultural a primera hora del matí, que incloïa esdeveniments dels que no informaven en altres emissores, per esdevenir una programació participativa durant la resta del matí. Al migdia s'emetia el programa musical Diálogos, al qual seguien converses i tertúlies amb participació dels oients, cosa poc freqüent en la ràdio en aquells dies. Durant la tarda-nit es va programar una revista cultural de tall més clàssic, seguida del Diario Hablado Cultural, que aplicava l'estructura dels informatius a l'actualitat de la cultura. En el bloc nocturn s'emetien programes musicals conduïts per especialistes reconeguts, dedicats a diferents gèneres musicals de l'època. La literatura també estava present a Radio 3 mitjançant petits espais d'opinió repartits durant tot el dia.
El 1982, ja amb Eduardo García Matilla com a director, naixeria Diario Pop, un dels programes més emblemàtics de l'emissora. Conduït per Jesús Ordovás, pretenia ser un informatiu diari sobre música pop que utilitzava corresponsals i unitats mòbils desplaçats als llocs d'interès. La seva emissió va acabar a la fi de 2007.
Durant aquesta època, en plena Transició espanyola i amb el conservador Robles Piquer com a director de RTVE, Radio 3 va fer una ràdio militant i compromesa, molt propera a l'esquerra política. Després de la primera victòria del PSOE a les eleccions, la cadena incorporaria butlletins informatius cada hora i passaria a emetre durant les vint hores del dia, passant a tractar en els programes nocturns temes terrorrífics o de misteri.
L'emissora va ser de gran importància en aquest període en la cultura espanyola, donant suport a les noves propostes -especialment les musicals- que sorgien a tot el país i jugant un paper clau en la popularització de la Movida madrileña. Artistes com Kaka de Luxe, Alaska y los Pegamoides, Almodóvar i MacNamara, Radio Futura, Kiko Veneno, Siniestro Total, Golpes Bajos o Loquillo y los Trogloditas van sonar per primera vegada a Radio 3 abans que en qualsevol altra emissora.

### Dècada 1990
El 1990 RTVE va aprovar la reconversió de Radio 3 en una emissora eminentment musical, idea plantejada pel llavors director de l'emissora, Pedro H. Muñoz. A més de mantenir els continguts culturals i altres temes com l'ecologia, drogues, la Universitat o el món laboral, es va donar una major quota a les músiques no anglosaxones i es va buscar l'especialització musical dels programes. A diferència de les emissores comercials, van començar a evitar els elements que estiguessin en contacte amb les multinacionals discogràfiques per evitar la submissió de Radio 3 a aquestes, així com per oferir un producte diferenciat de la resta de radiofórmules musicals de Freqüència modulada (FM). Amb totes aquestes mesures, es perseguia atraure una nova audiència juvenil, a més dels oients més veterans.
En aquesta època es produeix la fusió de Radio Cadena Española amb Radio Nacional de España, passant molts dels seus professionals a formar part de Radio 3. Entre ells van destacar Julio Ruiz, que va continuar amb el seu programa Disco Grande, ja iniciat a RCE, Paco Pérez Bryan, que va conduir el programa De cuatro a tres, dedicat al rock alternatiu, Antonio Fenández amb Area Reservada, dedicat a la música fusion i el jazz i Carlos Garrido, al capdavant de la direcció de Programes.
Un altre professional que s'incorporaria en aquesta etapa seria Diego A. Manrique, un dels periodistes musicals amb més llarga trajectòria i més respectats d'Espanya. El seu programa El Ambigú és una mostra de la seva extensa i eclèctica cultura musical.
Les reformes van continuar amb la creació d'un programa musical genèric anomenat Musica x 3 que s'emetia de 9 a 20, i en el qual es programava música escollida setmanalment per una taula formada per dotze professionals de l'emissora. Musica x 3 desapareixeria el 1996, donant pas de nou a continguts culturals i a programes musicals especialitzats.
La selecció musical de l'esmentada comissió s'acabà el 1998 amb l'arribada a la direcció de Paco Pérez Bryan, que pretenia donar més llibertat als professionals de la cadena, establint les bases que ha seguit l'emissora fins a l'actualitat. Durant aquest període es va assumir la programació anterior, fent un especial èmfasi en la qualitat musical, creant per a això nous espais que recollissin les noves tendències sorgides en la música. Alguns d'aquests programes, encara avui en antena van ser Siglo21 dedicat a la música electrònica, El Rimadero, programa de hip hop, Fluido rosa, que conjuga l'actualitat musical amb la creació plàstica, o Bulevard basat en l'indie i el rock alternatiu. També es va crear el programa Los conciertos de Radio 3, retransmès tant per ràdio com per La 2 de TVE, en què grups nacionals i internacionals actuen en directe. Actualment l'espai continua en antena i per ell han passat primeres figures de la música com Lou Reed, Smashing Pumpkins o Manic Street Preachers. Així mateix, comença a donar suport i retransmetre en directe els principals festivals sorgits a Espanya, com ara el Primavera Sound, el Sónar, o el Summercase.

### Cap al segle XXI
Entre 2007 i 2008, l'aplicació d'un expedient de regulació d'ocupació (ERE) va suposar la jubilació anticipada de bona part dels treballadors de la Corporació RTVE i la desaparició d'alguns programes emblemàtics. A punt de complir 30 anys, sota la direcció de Lara López i la direcció conjunta de Diego A. Manrique i amb el lema Radio 3: la de siempre, como nunca; el dilluns 1 setembre 2008 Radio 3 va començar una nova etapa carregada de noves propostes, amb l'estrena de nous programes i una reorganització de la seva programació amb l'objectiu de dinamitzar la cadena per seguir oferint continguts de qualitat en el camp de la música i de les tendències culturals.
Amb el suport tècnic de iRTVE, finalment Radio 3 donà el salt definitiu a la xarxa amb una web que pretén traslladar tots els programes i l'esperit de l'emissora a internet. A partir d'ara, Radio 3 comptarà amb un espai propi en el qual els oients podran seguir els seus programes preferits, veure els llistats de cançons de cada programa i conèixer la ràdio per dins gràcies als blocs que també tindran els programes de la graella. Es tracta d'una forma més per fomentar la participació i la necessària vida social que una emissora d'aquest perfil ha de posseir a la xarxa. Sens dubte, una gran aposta que ve a complir amb les peticions i suggeriments dels oients al llarg dels últims anys, convertint en protagonistes absoluts d'una ràdio que aposta pel canvi.